# Caleb Folan
Caleb Colman Folan (Leeds, Anglia, 1982. október 26.) Angliában született ír labdarúgó, csatár.

## Pályafutása

### Kezdeti évek
Folan 1999-ben került szülővárosa csapatának, a Leeds Unitednek az ifiakadémiájára, ahol két évet töltött el. A fehér mezeseknél nem tudta beverekedni magát az első csapatba, ezért kölcsönadták a Rushden & Diamondsnak és a Hull Citynek, majd 2003-ban a Chesterfieldhez került. Ott fontos csapattaggá vált és állandó játéklehetőséghez jutott. 2006 októberében győztes gólt rúgott a West Ham United ellen a Ligakupában. A csapatnál töltött ideje alatt 102 bajnokin játszott és 15 gólt szerzett.

### Wigan Athletic FC
A Chesterfieldben nyújtott jó teljesítménye miatt többek között a Premier League-ben szereplő Wigan Athletic is felfigyelt rá. 2007. január 26-án le is igazolták 500 ezer fontért. Négy nappal később, a Reading ellen debütált, február 21-én pedig megszerezte első gólját, a Watford ellen. Március 3-án a Manchester City otthonában győztes gólt szerzett.

### Hull City AFC
Folant 2007. augusztus 31-én 1 millió font ellenében leigazolta a másodosztályú Hull City. Egy Blackpool elleni mérkőzésen mutatkozott be, mely nem sikerült jól a számára; egy ütközés után hordágyon, nyakmerevítővel vitték le a pályáról. Később egy bokasérülés miatt még néhány találkozót ki kellett hagynia. 2008 márciusában a Burnley ellen kiállították és hárommeccses eltiltást kapott. Miután visszatért, ő is hozzájárult ahhoz, hogy a Hull feljutott a Premier League-be.
Csapata első élvonalbeli meccsén, a Fulham ellen csereként állt be és győztes gólt szerzett. 2009. április 25-én, egy Liverpool elleni mérkőzésen piros lapot kapott, amiért megrúgta Martin Škrtelt. Szeptember 17-én három hónapra kölcsönadták a Middlesbrough-nak. A West Bromwich Albion ellen debütált, de csapata 5-0-s vereséget szenvedett. Kilenc nappal később térdsérülést szenvedett. A Hull City menedzsere, Phil Brown egy nyilatkozatában kritizálta őt teljesítménye miatt. Folan nyíltan kimondta, hogy nevetségesnek és gyerekesnek tartja a mester szavait. Miután visszatért a Hullhoz, Brown azt javasolta, kezdjenek mindent újra, tiszta lappal.

## Válogatott
Folan már 2007 májusában, az Ecuador és Bolívia elleni barátságos meccseken bemutatkozhatott volna az ír válogatottban, de egy sérülés megakadályozta ebben. Végül 2008-ban, egy Ciprus elleni vb-selejtezőn debütált, csereként. Később az olaszok ellen is csereként állt be és a 87. percben gólpasszt adott Robbie Keane-nek.

## Külső hivatkozások
- Caleb Folan pályafutásának statisztikái a Soccerbase oldalon (angolul)

- Caleb Folan blogja

## Fordítás
- Ez a szócikk részben vagy egészben  a   Caleb Folan című angol Wikipédia-szócikk fordításán alapul.  Az eredeti cikk szerkesztőit annak laptörténete sorolja fel. Ez a jelzés csupán a megfogalmazás eredetét és a szerzői jogokat jelzi, nem szolgál a cikkben szereplő információk forrásmegjelöléseként.